# オーラフ・レンク
オーラフ・レンク（Olaf Lenk）は、ドイツ拠点に活動するスウェーデン出身のヘヴィ・メタル・ギタリストで、ネオクラシカル・ヘヴィ・メタル・バンド：AT VANCEのリーダーである。
| スタブアイコン | サブスタブ | この項目は、まだ閲覧者の調べものの参照としては役立たない、音楽関係者（バンド等）に関連した書きかけの項目です。この項目を加筆・訂正などしてくださる協力者を求めています（P:音楽/PJ:芸能人）。 |